# Micky Adriaansens
Monique Anne Maria (Micky) Adriaansens (Schiedam, 1 maart 1964) is een Nederlandse politica, juriste en bestuurder. Sinds 1 februari 2025 is zij bestuursvoorzitter van de Universiteit Nyenrode. Van 2022 tot 2024 was zij namens de Volkspartij voor Vrijheid en Democratie (VVD) minister van Economische Zaken en Klimaat in het kabinet-Rutte IV. Eerder was Adriaansens lid van de Eerste Kamer (2019-2022).

## Loopbaan
Adriaansens doorliep het Gemeentelijk Gymnasium in Hilversum en studeerde rechten en Beleid en Management Gezondheidszorg aan de Erasmus Universiteit in Rotterdam. Tijdens haar studie was ze actief bij de Hermes House Band.
Ze werkte daarna voor advocatenkantoor AKD in het faillissementsrecht. Tussen 1999 en 2003 werkte Adriaansens als adviseur bij Twynstra Gudde. Hierna was ze actief als bestuurder in de gezondheidszorg. Per 1 juni 2016 keerde ze terug bij Twynstra Gudde waar ze voorzitter werd van de directie. Hiernaast vervult ze verschillende commissariaten.
Ze was voorzitter van de Larensche Mixed Hockey Club (2012-2017), die ze uit de schulden hielp. Van de gemeente Laren kreeg ze hiervoor in 2017 de gemeentelijke erepenning en bij de club werd ze in 2018 tot erelid benoemd.
Van juni 2019 tot januari 2022 was zij lid van de Eerste Kamer. Ze werd voorzitter van de vaste Eerste Kamercommissie Volksgezondheid, Welzijn en Sport.
Van 10 januari 2022 tot 2 juli 2024 was zij minister van Economische Zaken en Klimaat in het kabinet-Rutte IV.
Per 1 februari 2025 is Adriaansens benoemd tot bestuursvoorzitter bij de Universiteit Nyenrode.